# Liste der Abgeordneten zum Greizer Landtag (1887–1890)
Diese Liste nennt die Abgeordneten zum Greizer Landtag 1887–1890.

## Vorbemerkungen
Der Greizer Landtag bestand 1867 bis 1919. Bis 1918 wurden die Abgeordneten auf sechs Jahre gewählt. Alle drei Jahre schied eine Hälfte der Abgeordneten aus und wurde neu gewählt. Entsprechend teilt sich die Liste nach den Wahlen in 3-Jahresabschnitte auf. Neben den Abgeordneten wurden auch individuelle Stellvertreter gewählt. Diese sind aufgeführt, wenn sie an Landtagen teilgenommen haben.
Unter „Wahlbezirk“ ist angegeben, wie die Wahl zustande kam.
- Drei der Mitglieder wurden vom Fürsten ernannt, gekennzeichnet mit „F“
- Zwei der Mitglieder wurden von den Ritterguts- und Großgrundbesitzern in direkter Wahl gewählt, gekennzeichnet mir „RG“
- Sieben Mitglieder wurden von den übrigen Staatsbürgern in indirekter Wahl gewählt, gekennzeichnet mit „AW“. AW 1 und 2 entsprachen jeweils eine Hälfte der Stadt Greiz, AW 3 der Stadt Zeulenroda, AW 4 bis 6 waren Landgemeinden der Herrschaft Greiz und AW 7 die Landgemeinden der Herrschaft Burgk.

Das Parteienwesen entstand erst im Laufe der Zeit. Für die Anfangszeit ist unter „Partei“ die politische Richtung des Abgeordneten angegeben, als NL für Nationalliberal oder kons für Konservativ.

## Liste
| Name                            | Wohnort     | Wahlbezirk | gewählt bis       | Partei   | Anmerkung |
| ------------------------------- | ----------- | ---------- | ----------------- | -------- | --- |
| Heinrich Arnold                 | Greiz       | AW 1       | 11. November 1893 | DkP      | 0 |
| Theodor von Dietel              | Greiz       | AW 7       | 11. November 1890 | DkP      | Landtagsvizepräsident (außer 5. bis 16. April 1888) |
| Bruno von Geldern-Crispendorf   | Greiz       | RG         | 11. November 1890 | kons     | 0 |
| Richard von Geldern-Crispendorf | Greiz       | F          | 11. November 1890 | kons     | Landtagspräsident |
| Hugo Hanitsch                   | Zeulenroda  | F          | 11. November 1890 | ./.      | 0 |
| Heinrich Hartmann               | Tschirma    | AW 5       | 11. November 1893 | ./.      | 0 |
| Otto Henning                    | Greiz       | AW 2       | 11. November 1890 | NLP/RFKP | 0 |
| Franz Ferdinand Hupfer          | Gottesgrün  | RG         | 11. November 1893 | ./.      | 0 |
| Walther Jahn                    | Greiz       | F          | 11. November 1893 | NLP      | Vom 29. November bis 24. Dezember Vertreter für Mortag |
| Wilhelm Liebold                 | Zeulenroda  | AW 3       | 11. November 1893 | ./.      | 0 |
| Carl Anton Merz                 | Greiz       | AW 6       | 11. November 1890 | DkP      | 0 |
| Alfred August Mortag            | Greiz       | F          | 11. November 1893 | ./.      | Landtagsvizepräsident vom 5. bis 16. April 1888. Aufgrund seiner Ernennung zum Regierungspräsidenten schied er am 11. November 1890 aus dem Landtag aus. Nachfolger wurde Werner |
| Heinrich Reinhold               | Frauenreuth | AW 4       | 11. November 1893 | ./.      | 0 |